# Trompa (instrumento)
La trompa o corno francés es un instrumento de viento-metal que tiene un carácter muy versátil y abarca una tesitura muy amplia con pocos cilindros. Además este instrumento puede emitir tanto sonidos suaves y dulces como ásperos y duros. Existen ciertos recursos técnicos que permiten a la trompa conseguir efectos tímbricos especiales: sordina, bouché, apagador y cuivré. Su antepasado es el cuerno de caza.
La trompa está formada por un tubo estrecho y largo. Este tubo cónico de metal se enrolla y acaba en un pabellón o campana abierto (en forma de trompa) y empieza en el denominado tudel (el inicio de cuerpo del instrumento) en el cual se coloca la boquilla. En el caso de las trompas dobles, la tesitura parte del si ♭ 2, y llega alrededor del mi 6 o mi sobreagudo.
El sonido se produce por la vibración de los labios en el interior de la boquilla, por acción de la presión del aire: este se va refinando hasta llegar al pabellón, donde se emite hacia el exterior.
Tres válvulas controlan el flujo de aire en la trompa simple, que está afinada en Fa o menos comúnmente en Si bemol. La más común trompa doble tiene una cuarta válvula de disparo, normalmente accionada por el pulgar, que dirige el aire a un conjunto de tubos afinados en Fa u otro afinado en Si♭ que amplía el rango de la trompa a más de cuatro octavas y se mezcla con flautas o clarinetes en un conjunto de viento madera. También se fabrican trompas triples con cinco válvulas, normalmente afinadas en Fa, Si♭ y un discanto. Mi♭ o Fa. También hay trompas dobles con cinco válvulas afinadas en Si♭, Mi♭ o Fa descante, y una válvula de parada, que simplifica enormemente la complicada y difícil técnica de parada a mano, aunque estas son más raras. También son comunes los dobles discanto, que suelen proporcionar las ramas de Si♭ y Fa de contralto.
Actualmente se utiliza la trompa en Fa y en Si ♭ agudo. También se halla difundida la trompa doble que —mediante la aplicación de un cilindro especial— puede ser afinada en Fa o en Si ♭ agudo según las necesidades del que la está tocando.

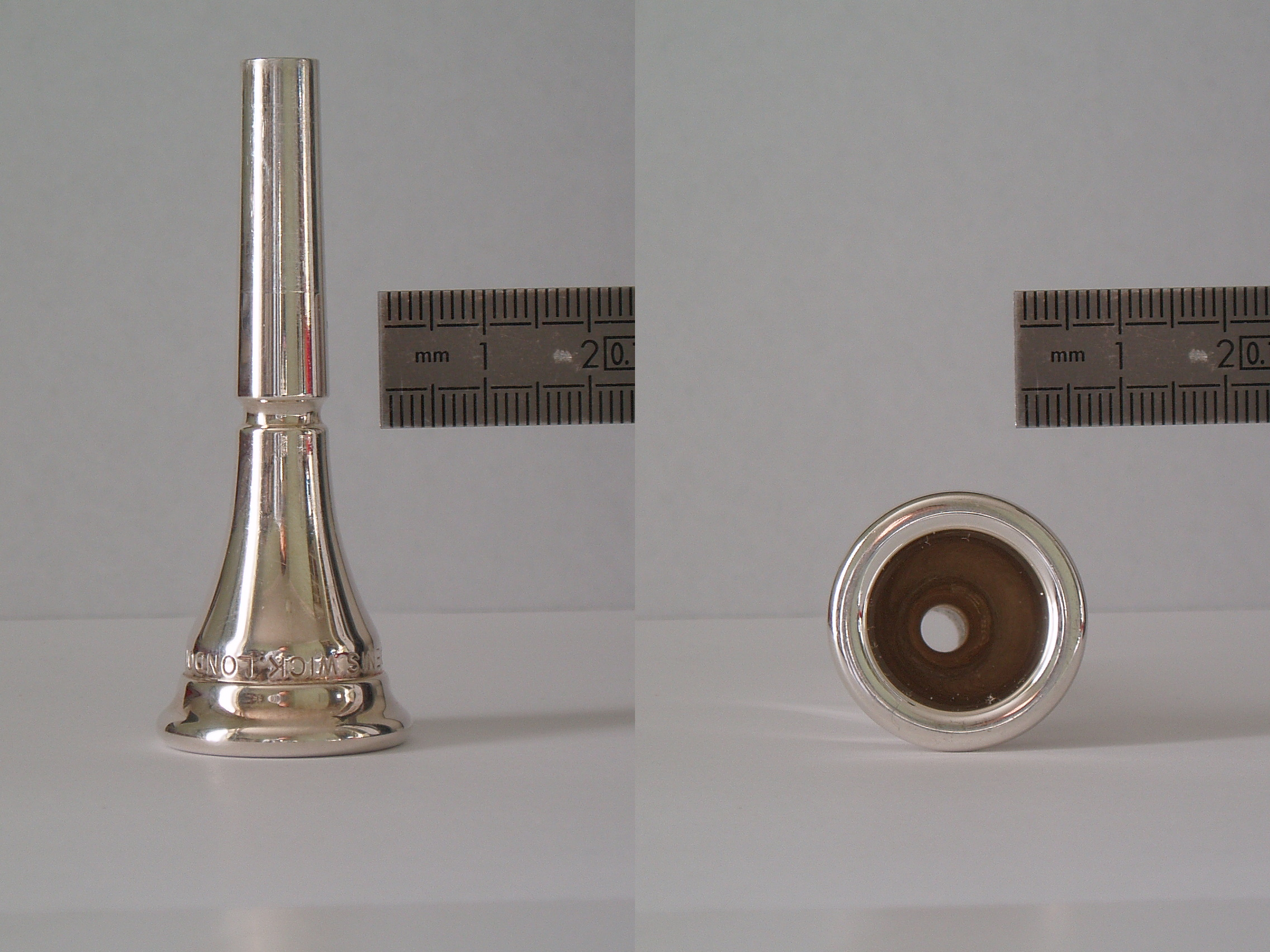
Boquilla

Las posiciones del corno en lado de F y en lado de Bb son las siguientes:
| Notas | Lado de F | Lado de B ♭ |
| C     | 0         | 0           |
| C ♯   | 1-2       | 2-3         |
| D     | 1         | 1-2         |
| D ♯   | 2         | 1           |
| E     | 0         | 2           |
| F     | 1         | 0           |
| F ♯   | 2         | 1-2         |
| G     | 0         | 1           |
| G ♯   | 2-3       | 2-3         |
| A     | 1-2       | 1-2         |
| B ♭   | 1         | 1           |
| B     | 2         | 2           |

En tiempos de compositores como Joseph Haydn, Wolfgang Amadeus Mozart y Carl Maria von Weber la trompa era considerada como un instrumento de viento madera, ya que a diferencia del resto de los instrumentos de la familia de viento metal, tiene un sonido menos brillante y más dulce. Dado que no tiene un sonido tan poderoso como la trompeta, o el trombón, por su estructura y al ser un instrumento de boquilla circular, desde finales del siglo XVIII pasó a formar parte de la familia de los metales.

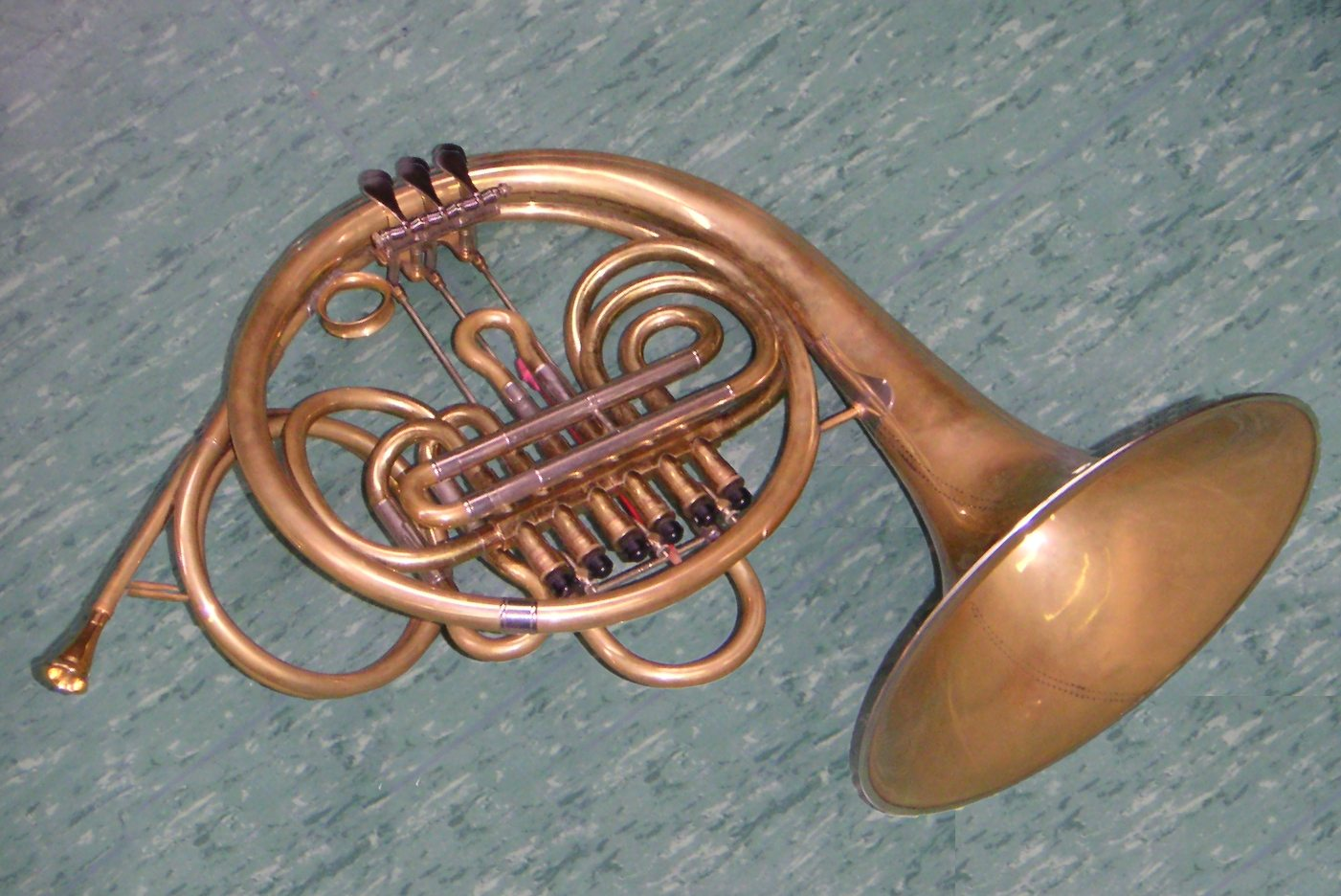
Trompa vienesa

Las primeras trompas fueron utilizadas en la caza y en la guerra y eran de origen animal. A partir del siglo XVI, su cuerpo aparece enroscado o en espiral y recibe el nombre de trompa natural.
Las trompas antiguas eran más sencillas que las actuales. Estas trompas antiguas eran hechas de tubos de metal y tenían una abertura «estallada» (pabellón o campana). Eran originalmente usadas en la cacería, a menudo montando a caballo. El cambio de tono era efectuado enteramente por los labios. Hasta el siglo XIX no iban equipadas con válvulas.
La trompa (o, muchas veces, pares de trompas) a menudo invocaban la idea de cazar o, en el barroco, de representar nobleza, realeza o divinidad.
Las trompas antiguas estaban afinadas comúnmente en tonos de fa, mi, mi ♭, si ♭ y do, y ya que estas eran las únicas notas disponibles en las series armónicas de uno de esos tonos, no había posibilidad de tocar en diferentes tonos intermedios. El remedio para esta limitación era el uso de "curvas" o "tonillos", es decir, secciones del tubo de diferente longitud que, insertados, alteraran el largo del instrumento, y así su tono.
Finalmente, los intérpretes de trompa comenzaron a poner la mano derecha dentro del pabellón para cambiar el largo del instrumento, ajustando la tonalidad, hasta un tono. Esto ofrecía mayores posibilidades para tocar las notas no solo en las series armónicas usadas para una sola pieza. Durante el período clásico la trompa se convierte en un instrumento capaz de tocar muchas melodías.
Alrededor del 1815, fue introducido el uso de pistones (elementos que al ser pulsados suben y bajan dejando pasar así el aire), aportando mayor flexibilidad para tocar en diferentes tonos. De hecho se convirtió en un instrumento que usa completamente la escala cromática por primera vez.

## Tipos
Los cornos se pueden clasificar en corno simple, corno doble, corno doble compensador y corno triple, así como la versatilidad de las campanas desmontables.

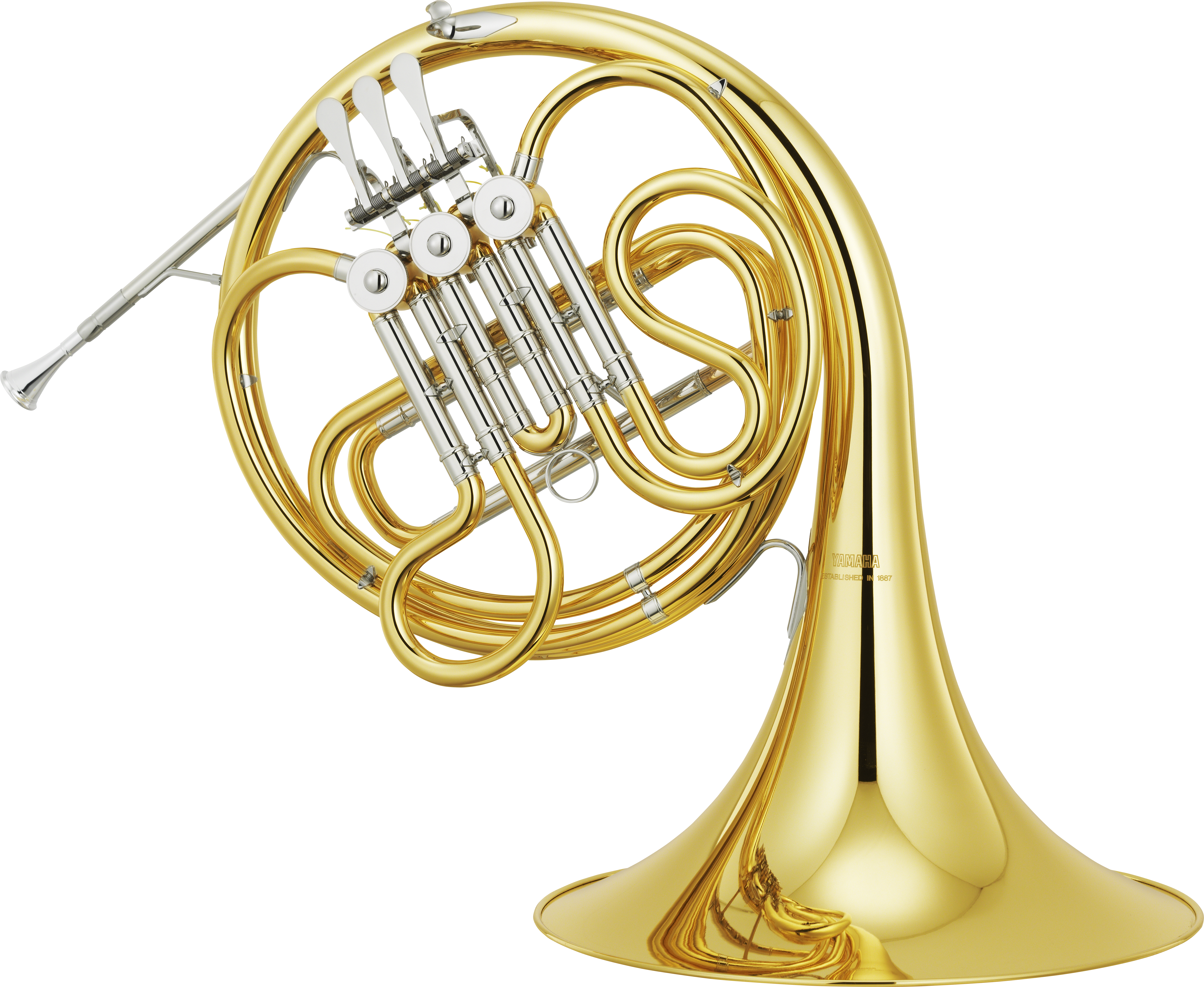
Corno simple en Si, modelo de estudiante.

### Corno simple
Las bocinas simples usan un solo conjunto de tubos conectados a las válvulas. Esto permite la simplicidad de uso y un peso mucho más ligero. Por lo general, están en las claves de Si o Mi♭, aunque muchas trompas de Si tienen diapositivas más largas para sintonizarlas en La♭, y casi todas los cornos de Mi♭ tienen una válvula para ponerlos en la tonalidad de Re. El problema con los cornos individuales es la elección inevitable entre precisión o tono, mientras que el corno Si tiene el sonido de corno "típico", por encima del tercer espacio Fa, la precisión es una preocupación para la mayoría. de ejecutantes porque, por su naturaleza, uno toca alto en la serie armónica del corno donde los sobretonos están más juntos. Esto condujo al desarrollo del corno Mi♭, que, aunque es más fácil de tocar con precisión, tiene un sonido menos deseable en el registro medio y especialmente en el bajo, donde no puede tocar todas las notas. La solución ha sido el desarrollo del corno doble, que combina las dos en un solo corno con un solo tubo de plomo y campana. Ambos tipos principales de cornos simples todavía se usan hoy en día como modelos para estudiantes porque son más baratos y livianos que los cornos dobles. Además, los cornos Mi individuales se utilizan a veces en interpretaciones solistas y de cámara, y la F única sobrevive orquestalmente como la trompa de Viena. Además, los contrapuntos sencillos de Si alto y Mi♭ alto se utilizan en la interpretación de algunos conciertos de trompa barrocos y los sencillos de Si, Mi♭ y Si alto se utilizan ocasionalmente en artistas intérpretes o ejecutantes de jazz.

### Corno doble

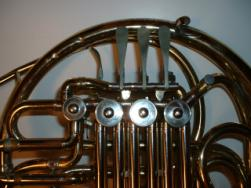
Las válvulas de un corno doble Conn 6Sol. Las llaves de tres niveles (arriba de las válvulas grandes) pueden ser tornadas hacia el tubo más grande exterior. La llave del pulgar (near the left-most valve) se desplaza hacia adentro hacia las llaves de tres dedos.

A pesar de la introducción de las válvulas, el corno de Fa resultaba difícil de utilizar en la gama más alta, donde los parciales se acercaban cada vez más, haciendo que la precisión fuera un gran reto. Una de las primeras soluciones fue utilizar un corno de tono más alto, normalmente si bemol. El uso del corno en Fa frente a la corno en Si bemol fue muy debatido entre los ejecutantes de finales del siglo XIX, hasta que el fabricante de cornos alemán Ed Kruspe (homónimo de la empresa de instrumentos de viento de su familia) fabricó un prototipo de "cornodoble" en 1897.
El cornodoble también combina dos instrumentos en un solo armazón: el corno original en Fa, y un segundo corno más agudo afinado en Si♭. Mediante el uso de una cuarta válvula (normalmente accionada con el pulgar), el ejecutante puede cambiar rápidamente de los tonos profundos y cálidos del corno en Fa a los tonos más agudos y brillantes del corno en Si bemol, o viceversa, ya que el ejecutante puede elegir tener el corno en Si bemol por defecto realizando un simple ajuste en las válvulas. Los dos conjuntos de tonos se denominan comúnmente "lados" del corno. El uso de la cuarta válvula no sólo cambia la longitud básica (y por lo tanto la serie armónica y el tono) del instrumento, sino que también hace que las tres válvulas principales utilicen longitudes de corredera proporcionales.
En Estados Unidos, los dos estilos ("envolturas") más comunes de cornos dobles se denominan Kruspe y Geyer/Knopf, en honor a los primeros fabricantes de instrumentos que las desarrollaron y estandarizaron. El modelo Kruspe sitúa la válvula de cambio de Si bemol encima de la primera válvula, cerca del pulgar. La envoltura Geyer tiene la válvula de cambio detrás de la tercera válvula, cerca del dedo meñique (aunque el gatillo de la válvula se sigue tocando con el pulgar). En efecto, el aire fluye en una dirección completamente diferente en el otro modelo. Los cornos envolventes Kruspe tienden a ser más grandes en la garganta de la campana que los cornos envolventes Geyer. Normalmente, los modelos Kruspe están construidos de alpaca (también llamada plata alemana, una aleación de cobre, níquel y zinc, que no contiene plata) mientras que los cornos Geyer tienden a ser de latón amarillo. Ambos modelos tienen sus propios puntos fuertes y débiles, y aunque la elección del instrumento es muy personal, una sección de cornos orquestales suele tener uno u otro, debido a las diferencias en el color del tono, la respuesta y la proyección de los dos estilos diferentes.
En Europa, los cornos más populares son las fabricadas por Gebr. Alexander, de Maguncia (en particular el Alexander 103), y los fabricados por Paxman en Londres. En Alemania y en los países del Benelux, el Alex 103 es muy popular. Estos cornos no encajan estrictamente en los campos de Kruspe o Knopf, sino que tienen características de ambos. Alexander prefiere el tamaño de campana medio tradicional, que ha producido durante muchos años, mientras que Paxman ofrece sus modelos en una gama de tamaños de garganta de campana. En Estados Unidos, la Conn 8D, un instrumento producido en serie basado en el diseño de Kruspe, ha sido extremadamente popular en muchas zonas (Nueva York, Los Ángeles, Cleveland, Filadelfia). Sin embargo, desde principios de la década de 1990, por razones que van desde el cambio de gustos hasta la aversión general a los nuevos Conn 8D, las orquestas se han ido alejando del popular Conn 8D. Los cornos modelo Geyer (de Carl Geyer, Karl Hill, Keith Berg, Steve Lewis, Jerry Lechniuk, Daniel Rauch y Ricco-Kuhn) se utilizan en otras zonas (San Francisco, Chicago, Pittsburgh, Boston, Houston). El doble CF Schmidt, con su exclusiva válvula de cambio de pistón, se encuentra ocasionalmente en secciones que tocan equipos modelo Geyer/Knopf.

## Nombre
El nombre "corno francés" se utilizó por primera vez a finales del siglo XVII. En ese momento, los fabricantes franceses eran preeminentes en la fabricación de cornos de caza y se les atribuyó la creación de la ahora familiar forma circular de "aro" del instrumento. Como resultado, estos instrumentos fueron llamados a menudo, incluso en inglés, por sus nombres en francés: trompe de chasse o cor de chasse (la clara distinción moderna entre trompes [trompetas] y cors [cornos] no existía en ese momento).
Los fabricantes alemanes primero idearon "ladrones" para hacer que estos cornos se pudieran tocar en diferentes tonalidades, por lo que los músicos usaron "francés" y "alemán" para distinguir el corno de caza simple del corno más nuevo con ladrones, que en Inglaterra también se llamaba el nombre italiano corno cromatico (corno cromático).
Más recientemente, la "trompa francesa" se usa a menudo de manera coloquial, aunque el adjetivo normalmente se ha evitado al referirse a la trompa orquestal europea, desde que la trompa alemana comenzó a reemplazar el instrumento de estilo francés en las orquestas británicas alrededor de 1930. La Sociedad Internacional de cornos ha recomendado desde 1971 que el instrumento se llame simplemente "corno".
También hay un uso más específico de "corno francés" para describir un tipo de corno particular, diferenciado del corno alemán y el corno de Viena. En este sentido, "corno francés" se refiere a un instrumento de calibre estrecho (10,8–11,0 mm) con tres válvulas Perinet (pistón). Conserva la garganta de campana estrecha y las curvas de la boquilla de la bocina de mano orquestal de finales del siglo XVIII, y la mayoría de las veces tiene una tercera válvula "ascendente". Esta es una válvula de tono completo dispuesta de modo que con la válvula en la posición "arriba" el bucle de la válvula se activa, pero cuando se presiona la válvula, el bucle se corta, elevando el tono en uno completo.

## Tesitura

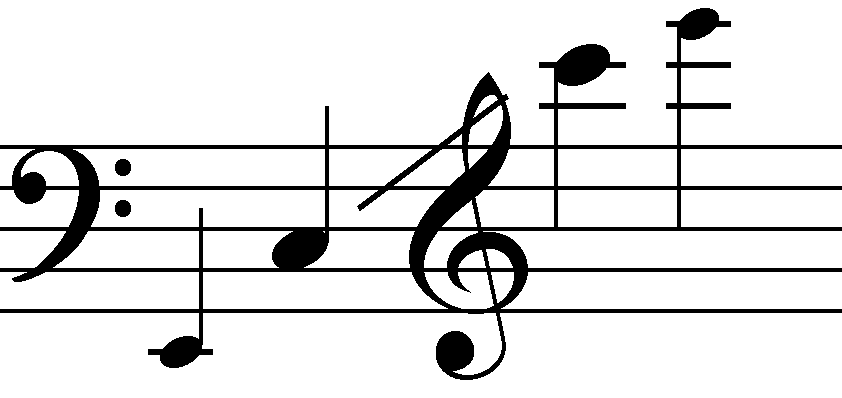
Notas de escritura. Suena en fa, o sea, una 5.ª más grave.

El registro de la trompa va desde un si bemol1 hasta un fa5. Puede alcanzar sonidos más extremos (desde un fa1 hasta un si bemol5,) pero se desalienta su uso, debido a que son muy arriesgados para ejecutar.
Algunos de los conciertos más difíciles y bellos para este instrumento fueron escritos por compositores tan ilustres como W. A. Mozart, Reinhold Glière, Robert Schumann o Richard Strauss.

## Escritura

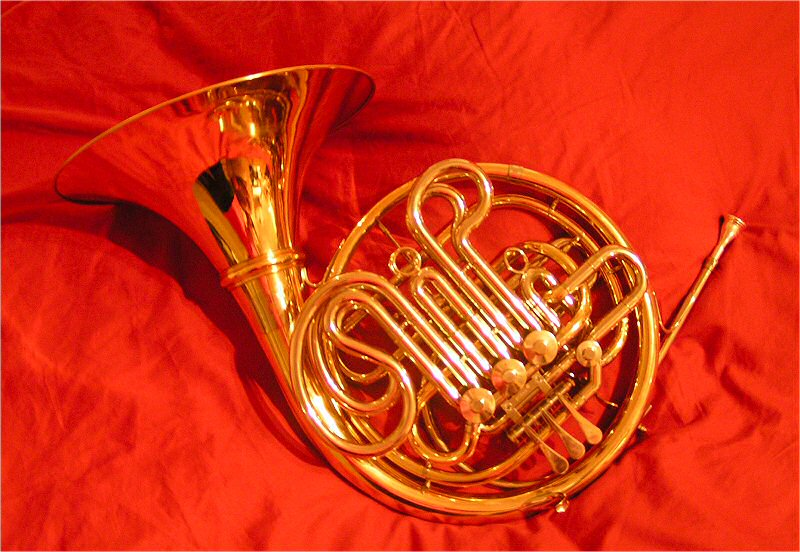
Trompa doble

La trompa es un instrumento transpositor, es decir, su sonido real es diferente al escrito, en general, el sonido real de la trompa está una quinta más baja que la notación indicada por la partitura.
Por tradición los trompistas (o cornistas) leen sus partituras sin armadura, pero dependiendo de la tonalidad de la obra irán alterando cada nota que lo necesite.
Aunque la trompa más usada en la actualidad sea la doble, el compositor escribe como si la trompa estuviera en fa.
Las notas de registro medio y agudo se escriben en clave de sol y suenan una quinta justa más graves de lo que está escrito. En cambio las notas del registro grave se escriben en clave de fa en 4.ª línea, y en la mayoría de partituras anteriores a 1920 estaban escritas para que sonaran una cuarta por encima de las notas indicadas.
De esta manera, si está escrito un fa4 en clave de sol o un fa3 en clave de fa, el sonido real será un si bemol 3 (que es la quinta justa descendente de fa4).

## Mecanismo
La trompa está formada por tres, cuatro o cinco cilindros (dependiendo de si la trompa es doble, simple o triple), siendo este un sistema de maquinaria utilizado también por instrumentos como el fliscorno, trompetas alemanas y muchísimos modelos de tubas y trombones. Otros Instrumentos de viento de metal, como la trompeta, algunos trombones o algunas tubas utilizan los pistones, que aunque su función viene a ser la misma, es bien distinta en cuanto a forma y recorrido (los cilindros con un giro horizontal y los pistones con un sube y baja vertical).